# Lokalbahn Aktien-Gesellschaft
Die Lokalbahn Aktien-Gesellschaft, abgekürzt LAG, war eine in München ansässige private Gesellschaft, deren Geschäftszweck der Bau und Betrieb von Lokal- und Sekundärbahnen in Deutschland und Österreich war. Sie bestand von 1887 bis 1938.

## Geschichte

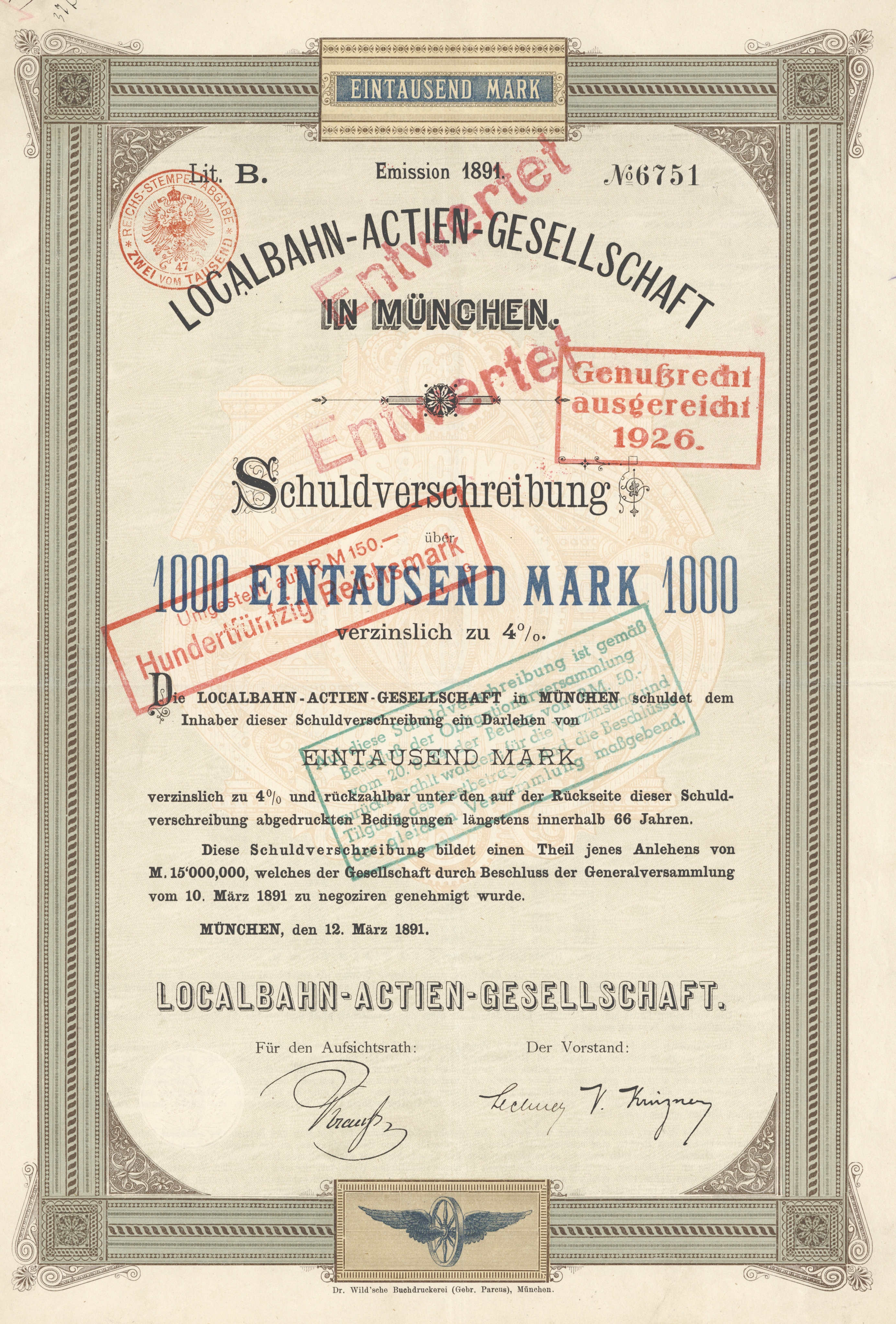
Schuldverschreibung über 1000 Mark der Localbahn-AG vom 12. März 1891

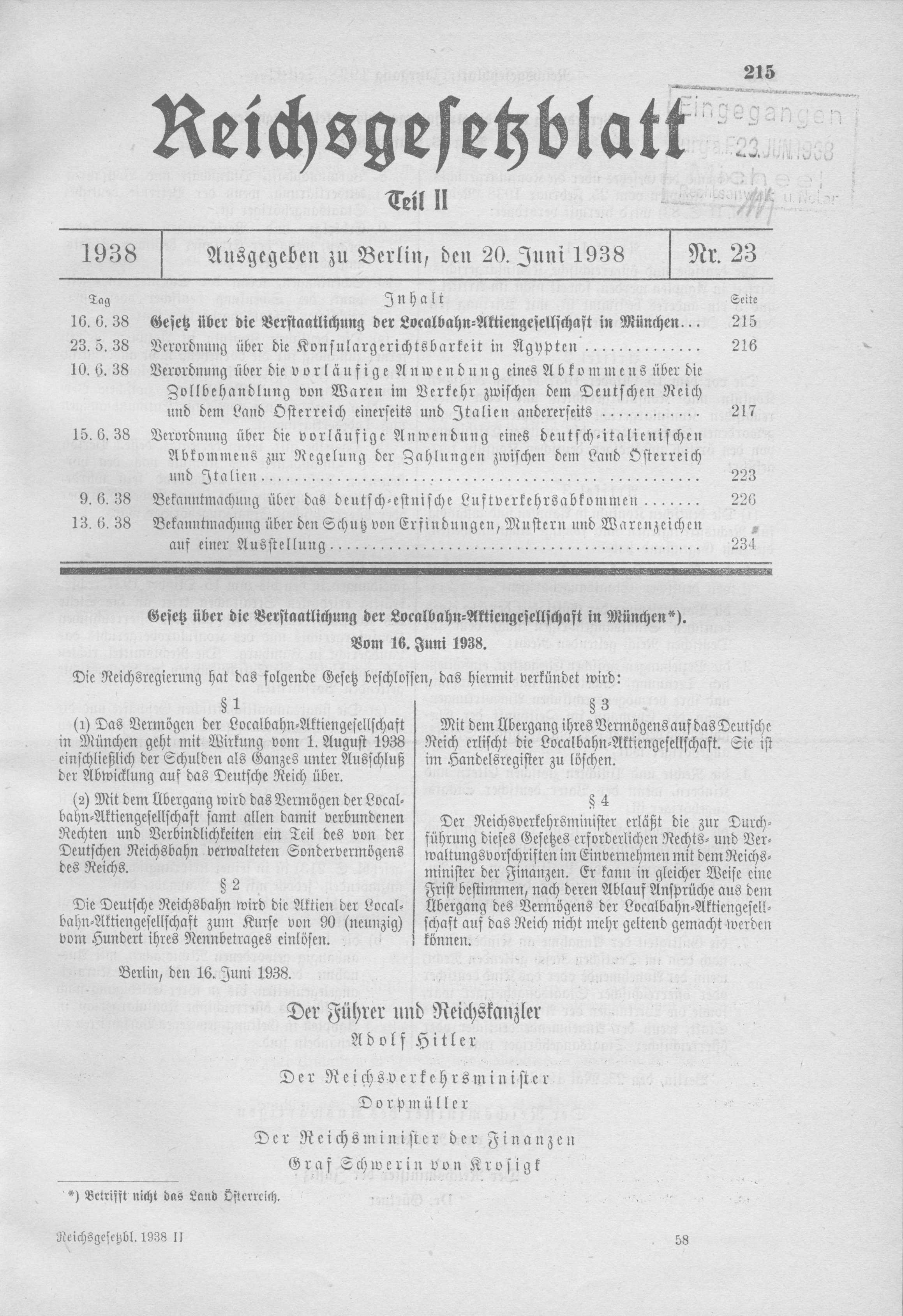
Gesetz über die Verstaatlichung der Lokalbahn-Aktiengesellschaft in München vom 16. Juni 1938

Die Gesellschaft wurde am 9. Februar 1887 von der Lokomotivfabrik Krauss & Comp. und der „Lokalbahnbau- und Betriebsunternehmung Lechner & Krüzner“ gegründet. Theodor Lechner, früher selbst Ingenieur bei Krauss & Co., wurde Direktor des neuen Unternehmens. Krauss brachte dabei die 1879/80 erbaute schmalspurige Feldabahn in Sachsen-Weimar in die neue Gesellschaft ein. Diese wurde erst am 1. Januar 1891 in die LAG integriert (Übernahme der Betriebsführung).
Die LAG entwickelte sich rasch zu einem bedeutenden Verkehrsunternehmen. Allein von 1889 bis 1891 wuchsen die Strecken um 430 Betriebskilometer. Es bestand jedoch kein zusammenhängendes Netz. Die Strecken wurden dort gebaut, wo durch Tourismus, Bodenschätze, Industrie oder Land- und Forstwirtschaft ein entsprechendes Verkehrsaufkommen erwartet werden konnte. Die LAG hatte keine Präferenz für ein bestimmtes System, es gab Dampf- und elektrischen Betrieb, Normalspur und Schmalspur und eigenes Planum oder Mitbenutzung von Straßen. Ergänzt wurden die Aktivitäten zumindest zeitweilig mit einer Zahnradbahn (Schafbergbahn) und der Dampfschifffahrt auf dem Wolfgangsee in Österreich sowie Pferde- und Kraftwagenbetrieb.
Äußerst fortschrittlich zeigte sich die LAG bei der Einführung des elektrischen Zugbetriebs: Die württembergische Bahnstrecke Meckenbeuren–Tettnang war die erste elektrisch betriebene Vollbahn in Deutschland (an deren Planung u. a. Oskar von Miller mitwirkte), auf der zugekauften Ammergaubahn Murnau–Oberammergau richtete sie den ersten Einphasen-Wechselstrombetrieb in Deutschland ein, zu dessen Stromversorgung sie das Wasserkraftwerk Kammerl anpasste.
Außer den eigenen Strecken in Süddeutschland besaß das Unternehmen die Mehrheit der Aktien an der Lausitzer Eisenbahn-Gesellschaft sowie Beteiligungen an der Salzkammergut-Lokalbahn-Aktiengesellschaft und der Zentralbank für Eisenbahnwerte. Letztere hatte, insbesondere über die Westungarische Lokalbahn AG, Einfluss auf zahlreiche Bahnstrecken in Ungarn mit einer Gesamtlänge von über 700 Kilometern, die von der LAG gebaut worden waren.

### Niedergang
Während des Ersten Weltkriegs und in den Jahren danach hatte die LAG mit großen Schwierigkeiten zu kämpfen. Insbesondere der Verlust der ungarischen Strecken belastete die Bilanzen schwer.
1923 endete die Deutsche Inflation in einer Hyperinflation und einer Währungsreform (Rentenmark). Es ging einige Jahre wirtschaftlich wieder aufwärts (Goldene Zwanziger). Dann begannen die Weltwirtschaftskrise und 1931 die Deutsche Bankenkrise. Die Arbeitslosigkeit war in vielen Industrieländern sehr hoch. Die LAG stand dadurch und durch zunehmenden Wettbewerbsdruck durch Kraftwagenlinien Anfang der 1930er Jahre am Rand des Ruins.
Mit Krediten der Deutschen Reichsbahn-Gesellschaft, einer Kapitalherabsetzung und Forderungsverzichten der Länder Bayern und Württemberg wurde 1934 nochmals eine Sanierung erreicht. Sie schob das Ende der LAG aber nur hinaus. Mit Wirkung zum 1. August 1938 ging ihr gesamtes Vermögen aufgrund eines Reichsgesetzes auf das Großdeutsche Reich über.

## Bahnstrecken in Deutschland

### Normalspurbahnen
- Sonthofen–Oberstdorf, 13,38 km lang, Dampfbetrieb.

Betriebsaufnahme: 29. Juli 1888.
In Sonthofen gemeinsamer Kopfbahnhof mit den Königlich Bayerischen Staats-Eisenbahnen. Die LAG übernahm für diese auch die Betriebsführung auf deren Strecke Immenstadt–Sonthofen.
- Bahnstrecke Marktoberdorf–Füssen, 30,6 km lang, Dampfbetrieb.

Betriebsaufnahme: 1. Juni 1889. Am 18. Mai 1889 wurde schon der Leichnam der Königinmutter Marie von Bayern mit der Bahn befördert.
- Murnau–Garmisch-Partenkirchen, 25,7 km lang, Dampfbetrieb.

Betriebsaufnahme: 21. Juli 1889.
Am 1. Januar 1908 übernahm die Bayerische Staatsbahn die Strecke als Teil der späteren Bahnstrecke München–Garmisch-Partenkirchen.
- Rangaubahn (Fürth–Zirndorf–Cadolzburg), 13 km lang, Dampfbetrieb.

Betriebsaufnahme: Fürth–Zirndorf am 30. November 1890, bis Cadolzburg am 14. Oktober 1892.
- Lausitzer Eisenbahn-Gesellschaft, 80,9 km lang, Dampfbetrieb.

Die Bahn lag in der Niederlausitz (Ostbrandenburg und Niederschlesien, heute Polen), heute ist sie stillgelegt.
Betriebsaufnahme: Hansdorf–Priebus, 22,9 km am 1. Oktober 1895.
Rauscha–Freiwaldau, 8,4 km am 1. Dezember 1896.
Teuplitz–Sommerfeld, 19,6 km am 1. Oktober 1897.
Muskau–Teuplitz, 23,1 km am 15. Juni 1898
Priebus–Lichtenberg, 6,9 km am 1. Oktober 1913
- Isartalbahn (München–Schäftlarn–Bichl), 50,5 km lang, Dampfbetrieb.

Betriebsaufnahme: München Isartalbahnhof–München-Thalkirchen, 2,1 km am 10. April 1892 (G), am 1. Juni 1892 (P)
München-Thalkirchen–Schäftlarn, 16 km lang am 10. Juni 1891
Schäftlarn–Wolfratshausen, 7,9 km lang am 27. Juli 1891
Wolfratshausen–Beuerberg, 10,9 km lang am 15. August 1897
Beuerberg–Bichl, 13,5 km lang am 23. Mai 1898
Ab 1900 elektrischer Betrieb (600 V =) zwischen München und Höllriegelskreuth-Grünwald.
Seit 1959 sind Teilstrecken stillgelegt worden. Der Rest gehört heute zum Münchener S-Bahn Netz.
- Lokalbahn Türkheim–Wörishofen, 5,2 km lang, Elektrischer Betrieb 550 V =.

Betriebsaufnahme: 15. August 1896.
Erbaut durch Lokalbahn AG, Bad Wörishofen. Am 12. November 1905 einschließlich 2 Triebwagen und Kraftwerk von LAG gekauft und betrieben.
- Lokalbahn Bad Aibling–Feilnbach, 12 km lang, Elektrischer Betrieb 550 V =.

Betriebsaufnahme: 28. Mai 1897.
Die Lokalbahn Bad Aibling–Feilnbach wurde erbaut durch die „Actiengesellschaft Elektricitätswerke“, Dresden, die 1899 die Süddeutsche Elektrische Lokalbahnen Aktiengesellschaft (SEL) als Betreibergesellschaft gründete. Nach dem Konkurs der SEL im Jahre 1901 führte die Bayerische Staatsbahn zeitweise den Betrieb durch. Übernahme der Fahrzeuge und des Kraftwerks und Betrieb durch LAG zum 1. Januar 1904. 1959 umgestellt auf Wechselstrom 15 kV und 1973 stillgelegt.
- Lokalbahn Murnau–Oberammergau, 23,7 km lang, Elektrischer Betrieb.

Betriebsaufnahme: 1. Mai 1900, ab November 1898 Probefahrten.
Der vorgesehene Drehstrombetrieb konnte nicht verwirklicht werden.
Erbaut durch Fa. O. L. Kummer & Cie., Dresden. Nach deren Konkurs übernahm die Bayerische Staatseisenbahn vorübergehend den Betrieb, bis die Lokalbahn AG am 19. November 1903 Eigentümer wurde und den Betrieb anfangs mit Dampflokomotiven weiterführte.
Ab 1. Januar 1905 elektrischer Betrieb mit 5,5 kV 16 Hz Wechselstrom.
- Lokalbahn Meckenbeuren–Tettnang, 4,3 km lang, Elektrischer Betrieb 650 V =.

Betriebsaufnahme: 4. Dezember 1895 mit 2 Triebwagen. Bis 1926 eigenes Kraftwerk, dem Schussenkraftwerk. Ab 1. Februar 1962 Schienenbusbetrieb.
Stilllegung: 30. Mai 1976.
- Bahnstrecke Niederbiegen–Baienfurt–Weingarten, 4,04 km lang, Betriebsaufnahme am 13. September 1911

- Güterbahn Baienfurt, 0,85 km lang, Betriebsaufnahme am 13. September 1911

### Schmalspurbahnen

Walhallabahn Endbahnhof Wörth an der Donau

- Feldabahn (Sachsen-Weimar), Spurweite 1.000 mm, 44 km lang, Dampfbetrieb

Betriebsaufnahme: Salzungen–Dorndorf–Lengsfeld, 19,7 km lang, 1. Juni 1879 (Güterverkehr), 22. Juni 1879 (Personenverkehr).
Dorndorf–Vacha, 5 km lang, 10. August 1879.
Lengsfeld–Dermbach, 8,8 km lang, 6. Oktober 1879.
Dermbach–Kaltennordheim, 10,6 km lang, 24. Juni 1880 (Güterverkehr), 1. Juli 1880 (Personenverkehr).
Die Bahn wurde am 20. Mai 1902 von der Preußischen Staatseisenbahn übernommen und von Salzungen über Dorndorf nach Vacha am 7. Juli 1906 in Regelspur in Betrieb genommen.
- Straßenbahn Ravensburg–Weingarten–Baienfurt

Betriebsaufnahme des Schmalspurteils (1.000 mm): Ravensburg–Weingarten, 4,1 km lang, 6. Januar 1888 (P), 15. Juli 1888 (G).
Verlängerung bis Baienfurt am 13. September 1911 um 2,5 km.
Anfangs Dampfbetrieb, ab 1. September 1910 elektrischer Betrieb 700 V =.
Stilllegung des Schmalspurbetriebs in zwei Abschnitten am 22. Februar 1959 (Ravensburg–Weingarten) und am 30. Juni 1959 (Weingarten–Baienfurt).
Betriebsaufnahme des Regelspurteils mit Güterverkehr: Niederbiegen–Baienfurt–Weingarten am 1. Oktober 1911, davon 0,9 km Dreischienengleis mit der Straßenbahn. Dampfbetrieb.
- Walhallabahn, Spurweite 1.000 mm, 23,4 km lang, Dampfbetrieb.

Betriebsaufnahme: Stadtamhof/Regensburg–Donaustauf, 8,7 km lang, 23. Juni 1889 (P), 1. Mai 1892 (G).
Donaustauf–Wörth/Donau, 14,7 km lang, 1. Mai 1903.
Ab 1911/12 Rollbockverkehr. Ab 1955 Diesellokomotiven.
Einstellung des Personenverkehrs am 1. Oktober 1960. Gesamtstilllegung 31. Dezember 1968.
- Forster Stadteisenbahn, Spurweite 1.000 mm, 24 km lang, Dampfbetrieb.

Betriebsaufnahme: 8. Mai 1893 mit Fabrikanschlüssen im Stadtgebiet Forst (Lausitz).

## Lokomotiven und Wagen
Die LAG erhielt von der Lokomotivfabrik Krauss & Co. insgesamt 89 Tenderlokomotiven, von denen 1938 noch 50 Maschinen zur Deutschen Reichsbahn kamen. Die Normalspurmaschinen wurden überwiegend in die Baureihe 98 eingereiht. Außerdem gingen 5 Elektroloks und 14 Triebwagen der Normalspur und 6 Schmalspur-Triebwagen an die DR.

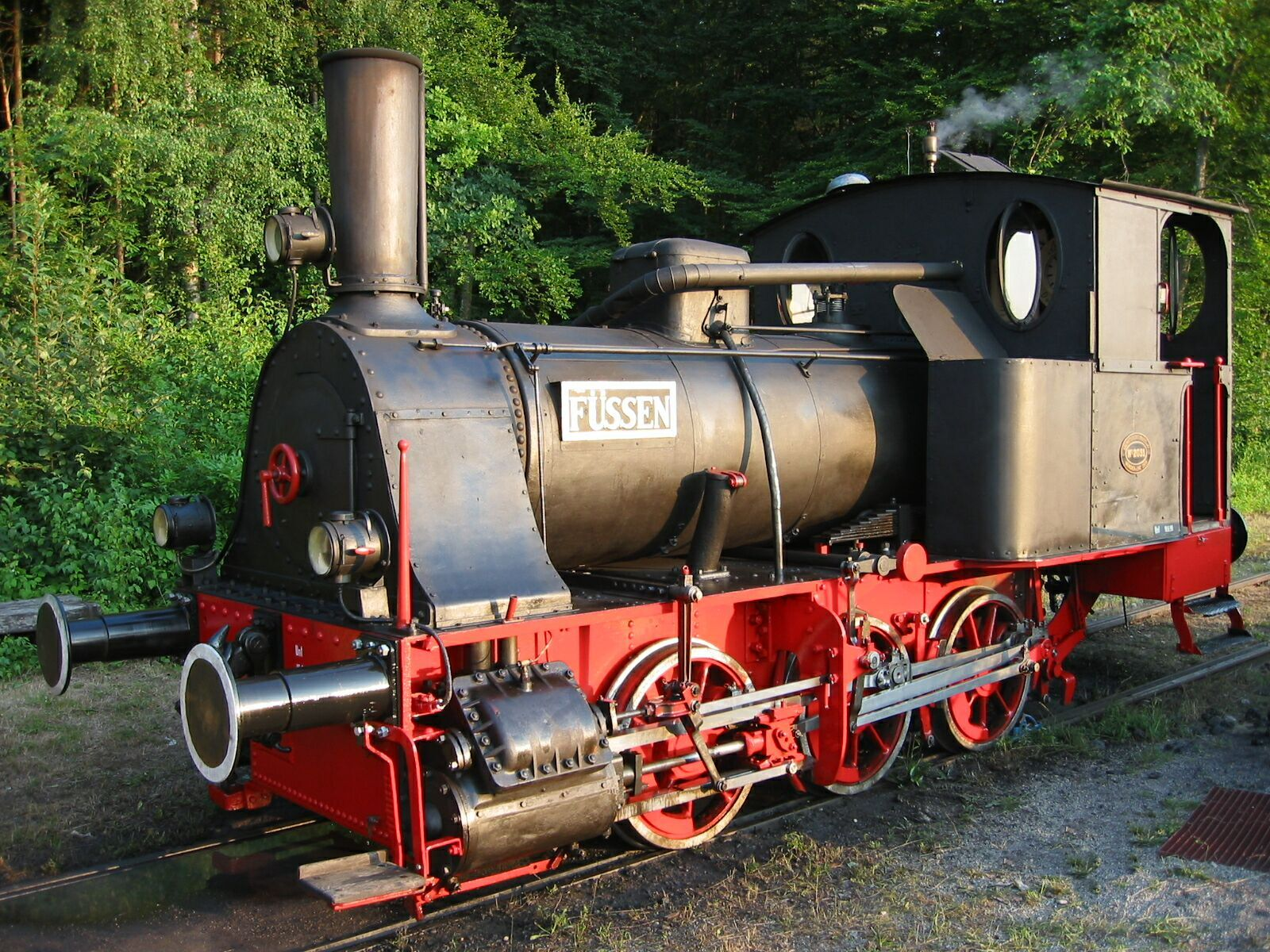
Tenderlokomotive Füssen der Lokalbahn Aktien-Gesellschaft

An Personenwagen wechselten 133 Normalspurwagen und 34 Schmalspurwagen zur DR. Packwagen und Güterwagen werden bei der Normalspur mit 228 und bei der Schmalspur mit 40 angegeben. Außerdem erhielt die Reichsbahn noch 74 Rollböcke.
Aus dem Jahr 1889 ist die Tenderlokomotive Füssen betriebsfähig erhalten.

## Besonderes

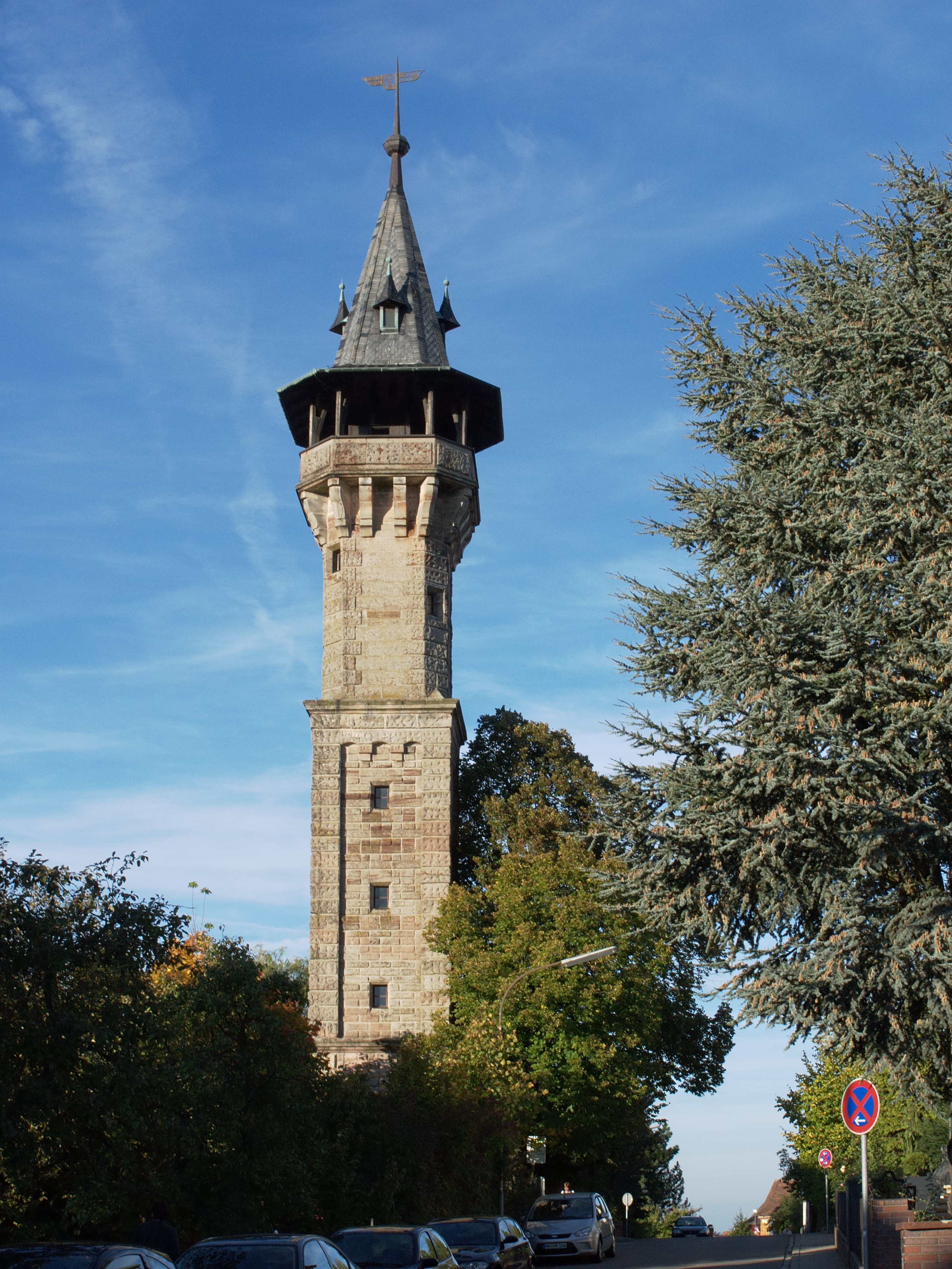
Aussichtsturm, im Volksmund „Bleistift“ genannt

Neben dem Bau und Betrieb von Eisenbahnstrecken sah das Unternehmen die Belebung des Ausflugsverkehrs in einigen Regionen als seine Aufgabe. So errichtete die Gesellschaft unter anderem Gebäude wie den 1893 bei Cadolzburg erbauten Aussichtsturm, im Volksmund „Bleistift“ genannt, um den Ausflugsverkehr nach Cadolzburg zu fördern.